# Drepanojana citheronia
Drepanojana citheronia is een vlinder uit de familie van de Eupterotidae. De wetenschappelijke naam van de soort is voor het eerst geldig gepubliceerd in 1944 door Bryk.